# 马秉臣
马秉臣（1928年—2023年6月7日），河北阜城人，中国人民解放军中将，第六、七屆全國人大代表。

## 生平
1946年，马秉臣参加东北民主联军。第二次国共内战期间，担任第四野战军连文化干事、连副政治指导员，参加辽沈战役、平津战役、广西战役、海南岛战役等。中华人民共和国成立后，历任连、营政治指导员、师作战训练科副科长、副团长、团长、师参谋长、副师长、军副参谋长、贵州省军区副司令员、第11军副军长。1984年，担任中国人民解放军第十一军军长，率部首战参加两山战役，后任成都军区后勤部部长、军区副司令员。1988年9月，被授予中将军衔。 